# IBM Personal Computer XT
L'IBM Personal Computer XT (abbreviazioni comuni: "IBM PC XT", "IBM XT", "PC XT", "XT" è la sigla dell'inglese "extended technology" ovvero "tecnologia estesa") o IBM 5160 è un personal computer dell'IBM, successore dell'IBM Personal Computer e predecessore dell'IBM Personal Computer AT.

## Storia
Presentato l'8 marzo 1983 e commercializzato dal 1983 al 1987, l'IBM XT è stato uno dei primi personal computer ad essere dotato di un hard disk di serie. Essenzialmente è basato sulla stessa architettura del modello precedente: il bus a 16 bit sarà utilizzato pienamente solo a partire dall'IBM Personal Computer AT con gli slot ISA a 16 bit. Il sistema era progettato per l'uso in ambito commerciale, mentre in ambito casalingo IBM aveva lanciato, nel medesimo anno, il PCjr.
Un ulteriore modello, chiamato 3270 PC, dotato di hardware aggiuntivo che permetteva l'emulazione di un terminale IBM 3270, venne presentato nell'ottobre dello stesso anno.

## Caratteristiche
L'XT originale era dotato di 128 kB di RAM, un drive per floppy disk da 360 kB e 5 1/4", un hard disk da 10 MB, una porta seriale, otto slot ISA a 8 bit e un processore Intel 8088 a 4.77 MHz. Il sistema operativo era il PC-DOS 2.0. La presenza di otto slot era un miglioramento dei precedenti cinque slot, ma in realtà tre slot erano coperti dal controller del floppy disk drive, dal controller dell'hard disk e dal controller della seriale. Il modello successivo fu dotato di 256 kB di memoria e il modello che lo seguì venne fornito di 640 kB di RAM e di un hard disk di 20 MB.
Il modello originale dell'XT era inizialmente fornito con l'hard disk di serie, anche se nel 1985 venne realizzata una versione senza hard disk dato che allora era un componente molto costoso.
Come il PC originale, l'XT veniva fornito di un interprete BASIC nella ROM. Dato che l'interprete era progettato per funzionare con le audiocassette (il lettore non era disponibile per XT) l'unico modo di attivare l'interprete era disconnettere l'hard disk, e utilizzare un programma fornito su floppy disk che chiamava l'interprete tramite una chiamata di debug del BIOS.
La tastiera del PC originale e dell'XT non sono compatibili con il PC AT dato che utilizza un proprio codice di gestione dei tasti.

## Altri modelli
Nel 1986 venne presentato l'XT/286 (IBM 5162) con un processore Intel 80286 a 6 MHz. Il sistema era veloce quanto un PC AT a 8 MHz per via della memoria accessibile senza stati di attesa che migliorava notevolmente le prestazioni.